# 鷹架理論
鷹架理論，又名支架式教學或腳手架理論（Scaffolding Instruction; Instructional Scaffolding），是指學生在學習一項新的概念或技能時，透过提供足夠的支援，讓學生從已知事物類比新知識，來提升學生學習能力的教学准备。
這些支援包括：
- 資源
- 一項激发兴趣（compelling）的任务
- 模版及指导
- 认知及社交技巧方面的指导

當學生發展了自主学习策略，提升了认知、情感和动作技能学习技能与知识時，這些支援会逐渐褪除。

## 外部連結
- 網上行：幼教理論